# Anna Wilhelmine de Anhalt-Dessau

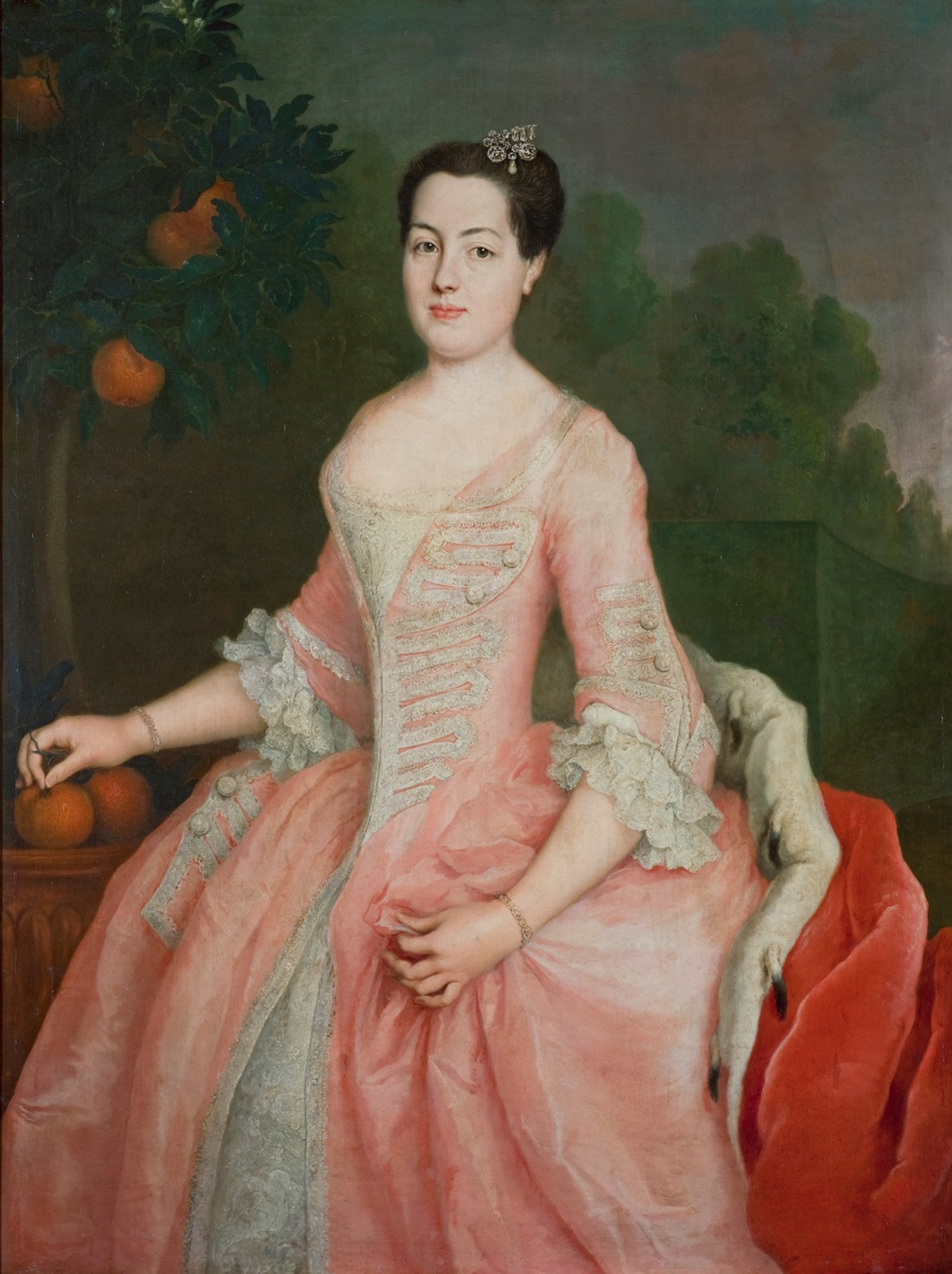
Prințesa Anna Wilhelmine de Anhalt-Dessau

Anna Wilhelmine Prințesă de Anhalt-Dessau (n. 1715 – d.1780) a fost al optulea din cei zece copii al prințului Leopold I de Anhalt-Dessau și soției sale, Anna Luise Föhse. 